# Lillian Copeland
Lillian Copeland (New York, 25 november 1904 – Los Angeles, 7 juli 1964) was een Amerikaanse atlete, die gespecialiseerd was in de werpnummers: discuswerpen, kogelstoten en speerwerpen. Ze nam tweemaal deel aan de Olympische Spelen en werd olympisch kampioene discuswerpen en won het Amerikaans Amateur kampioenschap (AAU) vijfmaal met kogelstoten (1924-1928, 1931), tweemaal met het discuswerpen (1926 en 1927) en tweemaal met het speerwerpen (1926, 1931). Op het onderdeel speerwerpen verbeterde ze in 1926 en 1927 driemaal het wereldrecord.

## Loopbaan
Copeland werd geboren in New York als een dochter van Joodse immigranten uit Polen. Ze zat op de University of Southern California. Haar vader stierf op jonge leeftijd en haar moeder hertrouwde en verhuisde naar Los Angeles.
Copeland nam deel aan de Olympische Spelen van 1928 en 1932. In 1928 won ze de zilveren medaille met discuswerpen achter Halina Konopacka en in 1932 won ze goud op deze discipline.
Kort na de spelen in 1932 stopte Copeland met wedstrijden, maar kwam terug in 1935 om mee te doen aan de Maccabiade, de "Joodse Olympische Spelen". Ze won goud in dit toernooi op de onderdelen kogelstoten, discuswerpen en speerwerpen. Dit was tevens haar laatste toernooi. Ze weigerde mee te doen aan de Olympische Spelen van Berlijn in 1936 wegens het naziregime.
Na haar sportcarrière werkte Lillian Copeland in een politiebureau in Los Angeles County.

## Prestaties

### Discuswerpen
- 1926:  AAU
- 1927:  AAU
- 1928:  Olympische Spelen
- 1932:  Olympische Spelen
- 1935:  Maccabiade

### Kogelstoten
- 1924:  AAU
- 1925:  AAU
- 1926:  AAU
- 1927:  AAU
- 1928:  AAU
- 1931:  AAU
- 1935:  Maccabiade

### Speerwerpen
- 1926:  AAU
- 1931:  AAU
- 1935:  Maccabiade

1928: Halina Konopacka ·
1932: Lillian Copeland ·
1936: Gisela Mauermayer ·
1948: Micheline Ostermeyer ·
1952: Nina Romasjkova ·
1956: Olga Fikotová ·
1960: Nina Romasjkova ·
1964: Tamara Press ·
1968: Lia Manoliu ·
1972: Faina Melnik ·
1976: Evelin Schlaak ·
1980: Evelin Jahl ·
1984: Ria Stalman ·
1988: Martina Hellmann ·
1992: Maritza Martén ·
1996: Ilke Wyludda ·
2000: Ellina Zvereva ·
2004: Natalja Sadova ·
2008: Stephanie Brown-Trafton ·
2012: Sandra Perković ·
2016: Sandra Perković ·
2020: Valarie Allman ·
2024: Valarie Allman
- Library of Congress Control Number: no2012064065
- Virtual International Authority File: 250502530
- WorldCat: E39PBJm4TjVV9QbPg8T76YyPQq